# Kent

Kent folyói

Kent megye Anglia délkeleti részében, az úgynevezett hazai (London körüli) megyék egyike.
A szárazföldön Kelet-Sussex és Surrey megyékkel, illetve Nagy-Londonnal határos, határát Essex-szel a Temze-torkolat közepén húzták meg. Névleges országhatára is van, mégpedig Franciaországgal, a Csatorna-alagút közepén. A kenti Dover híres fehér szikláiról tiszta időben láthatók a francia partok.
Úgynevezett shire (nem nagyvárosi) megye, ugyanakkor ceremoniális megye is: utóbbi magába foglalja Kent shire megyét és Medway egységes hatóságot is.
Mivel London és az európai kontinens közt helyezkedik el, több konfliktusban is a frontvonalban volt, például a második világháború angliai csatájában. (E konfliktus során Kelet-Kent beceneve Hell Fire – pokoltűz – volt.) Az elmúlt nyolc évszázadban nagyon gyakran Kent kikötőiből futottak ki az angol hadihajók: a 12. és a 14. század közt a Cinque Ports kikötői, a 16. és 20. század közt a Chatham-dokkok kiemelten fontosak voltak az ország biztonsága szempontjából.
Gyümölcsösei és komlóligetei miatt Kentet (szűkebb értelmezésben a Medway völgyét) gyakran emlegetik „Anglia kertjeként” (és ezt a megye, illetve termékeinek reklámozásához is felhasználják, bár erre a címre más régiók is igényt tartanak).

## Története
A terület már a paleolitikum óta lakott, erről tanúskodnak a Swanscombe kőbányaiban talált leletek. A medwayi megalitokat az újkőkorszak idején húzták fel. Gazdag a leletanyag a bronzkorból, a vaskorból és a Római Birodalom idejéből: például a rimglemere-i aranykupa vagy a Darent-völgy római villái.
A modern Kent név a „szegély” vagy „határ” jelentésű briton Cantus szóból ered. Ez határ- vagy parti területként írta le a jelenlegi megye keleti részét. Julius Caesar Kr. e. 51-ben Cantium néven, a Cantiaci nép földjeként említi.
A mai megye legnyugatibb részét a regnenses nevű törzsek lakták a vaskorban. A Weald vidékén és Kelet-Kentben talán egy másik etnikum élt. Az 5. században Kelet-Kent a jütök egyik királysága lett, körülbelül 730-tól Cantia, 835-től Cent néven volt ismert. Kora középkori lakóit Cantwara („kentiek”) néven nevezték. E nép Canterburyt tartotta fővárosának.
597-ben I. Gergely pápa Canterburyi Szent Ágostont nevezte ki Canterbury első érsekének. Az előző évben Ágoston sikerrel térítette meg Kent pogány királyát, Æthelberhtet. A kenti püspökség adott otthont a Brit-sziget első püspöki székhelyének és máig a brit kereszténység központja.
A 11. században lett a kentiek jelmondata Invicta, azaz „legyőzetlen”. A jelmondat azután született, hogy Hódító Vilmos megszállta Angliát. A kentiek keményen ellenálltak a normannoknak és ezzel 1067-ben kivívták a megyének a félautonóm őrgrófság státuszt. William féltestvére, Bayeux-i Odo névleges uralma alatt Kent hasonló jogokat kapott, mint a Wales és Skócia határát őrző területek.

Az Öt Kikötő szövetsége

A középkorban itt épült a sziget védelmében fontos szerepet játszó Öt Kikötőből (Cinque Ports) a négy keleti:
- Romney,
- Hythe,
- Dover és
- Sandwich.

A középkorban és a kora újkorban Kent fontos szerepet játszott az angol történelem nagy felkeléseiben, mint a Wat Tyler vezette 1381-es parasztfelkelés, Jack Cade kenti felkelése 1450-ben vagy az ifjabb Thomas Wyatt 1554-es lázadása I. Mária ellen.
A Brit Királyi Haditengerészet először 1547-ben használta a Medway folyót. I. Erzsébet (1558–1603) uralkodásának ideje kis dokk épült Chathamben. 1618-ra Chathamtől lefelé raktárak épültek, szárazdokk és a hivatalnokok számára házak.
A 17. században a britek, illetve a másik oldalon pedig a hollandok és a franciák közt kiéleződött ellentétek fokozott hadi készültséghez vezettek. A holland flotta által 1667-ben végrehajtott sikeres medwayi rajtaütése után partvédő erődöket építettek.
A 18. századi Franciaország elleni háborúk idején a Medway a holland és francia partok mentén bevethető flotta fő bázisává vált. Amikor a hadszíntér az Atlanti-óceánra helyeződött át, ezt a szerepet Portsmouth és Plymouth vette át, Chatham pedig a hajóépítésre és javításra tért át. A hely katonailag továbbra is fontos maradt, ezt mutatja az is, hogy az Ordnance Survey első térképe Kent 1 inch/mérföld léptékű térképe volt, amelyet 1801-ben adtak ki. A György-kori haditengerészeti épületek közül sok ma is áll.
Az 1800-as évek elején a kenti partokon élénk volt a csempészet. Az Aldington Ganghez hasonló bandák szeszt, dohányt és sót csempésztek az országba és gyapjút Franciaországba.
1889-ben, amikor létrehozták London megyét, Deptford, Greenwich, Woolwich, Lee, Eltham, Charlton, Kidbrooke és Lewisham városokat elcsatolták Kenttől. 1900-ban hozzácsatolták Penge-t. Kent egyes részei, például Dartford egybefüggnek Nagy-Londonnal. 1911-ben területe még 4028 km² volt, ám azóta többször csökkent.
A második világháborúban az angliai csata jó részét a megye felett vívták. 1944 júniusa és 1945 márciusa között a németek több, mint tízezer V-1 szárnyasrakétát lőttek ki Londonra. Ezek közül sokat elpusztítottak a repülőgépek, a légelhárító ágyúk és a léggömbzárak, de Londont és Kentet mintegy 2500 bomba elérte.
A háború után még többször változtak Kent határai. 1965-ben hozták létre Bromley és Bexley londoni borough-kat kilenc korábbi kenti városból. 1998-ban Rochester, Chatham, Gillingham és Rainham vált ki Kentből, mint közigazgatási megyéből, létrehozva Medway egységes hatóságot, de részei maradtak Kent ceremoniális megyének. Ennek az átszervezésnek a folyamán veszítette el Rochester city státuszát egy adminisztratív hiba miatt.

## Politikai és természeti földrajza
Anglia délkeleti kiszögelléseként keleti partjait az Északi-tenger, a délieket pedig a La Manche, pontosabban a Calais-i szoros hullámai mossák. A sziklás partvidék a pusztuló jelleg, a tenger térhódításának eredménye. Ennek eredményeként a Goodwin-zátonyok, amelyek egykor a szárazföld részei voltak, a mostani partvonaltól mintegy 12 km-re sorakoznak a tengerben.
A szárazföldön Essex, Middlesex, Surrey és East Sussex megyékkel határos.
Székhelye Maidstone. Városai közül Rochester és Canterbury is city státuszt nyert (de csak utóbbi őrizte meg máig). Fontos települése a Calais-i szoros angol nevét adó Dover.
Lakossága az elmúlt száz évben jelentősen nőtt:
- 1911-ben (nagyobb területen) 1 019 870 volt,
- 2019 közepén (az 1911-esnél mintegy tizedével kisebb területen) 19 846 478

Domborzatát NyÉNy–KDK csapású dombsorok:
- a North Downs,
- a Greensand Ridge és
- a Quarry Hills

határozzák meg.
A North Downs keleti vége mintegy 13 km hosszan a 110 m magasságot is elérő függőleges mészkőfalakkal törik le a tengerbe; ezek Dover híres fehér sziklái. Folkestone és Walmer között, ahol a sziklafal a legmagasabb, a tetejéről jó időben látszanak a francia partok.
A dombsorok irányából adódóan folyói alapvetően KDK-nek folynak, tehát az Északi-tengerbe torkollanak. A fontosabb vizek közül a La Manche-ba egyedül a Rother ömlik (East Sussexben).
Az Északi-tengerbe ömlő folyók, illetve mellékvizeik:
- Ravensbourne,
- Darent (a Temze tölcsértorkolatába ömlik),
- Medway,
- Stour
- Eden,
- Teise és
- Beult.

A Stour két ága között terül el az egykori Thanet-sziget, amely mára a Wantsum-csatorna feliszapolódása miatt összenőtt a szárazfölddel. Ezért az egykori sziget keleti vége (a North Foreland-fok a Kingsgate várral) Anglia legkeletibb pontja.
Talajai többnyire meszesek és igen termékenyek, különösen a Medway völgyében.

## Gazdasága
A megye északnyugati részében cement-, papír- és repülőgépgyárak vannak, de hanyatlófélben. A megye déli és keleti részében inkább a turizmusból és a mezőgazdaságból élnek.
A gazdaság két fő ágazata sokáig a halászat és a mezőgazdaság volt. A jó kikötőknek és a La Manche fontos víziútjának köszönhetően lendült fel a kereskedelem, a hadikikötők megnövelte kereslet miatt pedig a különféle szolgáltatások. Legfontosabb kikötői Dover és Folkestone.
A hajóépítés és -javítás mellett egyetlen hagyományos iparága a papírgyártás; a fontosabb papírmalmok a Darent és a Medway völgyében álltak.
Nevezetes tengeri fürdőhelyei:
- Ramsgate
- Margate
- Folkestone
- Hythe

## Éghajlata
A Brit-sziget (egyik) legmelegebb része. 2003. augusztus 10-én a kenti Faversham közelében lévő Brogdale falucskánál mérték az Egyesült Királyság hőmérsékleti rekordját, 38,5°C-ot